# أنطوان دي ماكسيمي
أنطوان دي ماكسيمي (بالفرنسية: Antoine de Maximy)‏ هو مُرتحل ومقدم برامج ومخرج فرنسي من مواليد مدينة ليون في 21 ماي 1959.
اشتهر بتنشيطه لبرنامج سوف أنام في منزلك (برنامج وثائقي سياحي).

## روابط خارجية
- أنطوان دي ماكسيمي على موقع IMDb (الإنجليزية)
- أنطوان دي ماكسيمي على موقع ألو سيني (الفرنسية)
- أنطوان دي ماكسيمي على موقع أول موفي (الإنجليزية)
- أنطوان دي ماكسيمي على موقع قاعدة بيانات الفيلم (الإنجليزية)
- أنطوان دي ماكسيمي على موقع كينوبويسك (الروسية)